# 사랑, 모니터, 그리고 비상구
사랑 모니터 그리고 비상구(Lower Level)는 미국에서 제작된 크리스틴 피터슨 감독의 1992년 스릴러 영화이다. 데이빗 브래들리 등이 주연으로 출연하였고 W.K. 보더 등이 제작에 참여하였다.

## 출연

### 주연
- 데이빗 브래들리
- 엘리자베스 그레이슨
- 제프 야거

### 조연
- 샤리 샤턱
- 데이빗 H.
- 루이스 콘트레라스
- 에릭 프릭스
- 데이빗 울프

## 제작진
- 미술: 데니스 브라운
- 배역: 데이빗 콘